# Новоплатніровська
Новоплатніровська — станиця в Ленінградському районі Краснодарського краю. Центр Новоплатніровського сільського поселення.
Населення — 3937 мешканців (2002).

## Географія
Станиця розташована на берегах річки Челбас, за 24 км південніше станиці Ленінградська.